# بوبروونگکی (شهرستان پاینچنو)
بوبروونگکی (به لهستانی:  Bobrowniki) یک روستا در لهستان است که در گمینا جاووشن واقع شده‌است.